# Hohe Fürleg (Karwendel)
Die Hohe Fürleg (2570 m ü. A.) ist ein Gipfel im östlichen Teil der Gleirsch-Halltal-Kette im Karwendel in Tirol. Mit der etwa 250 Meter weiter östlich gelegenen Walderkampspitze (2565 m ü. A.) bildet die Hohe Fürleg einen Doppelgipfel. In der Venedigergruppe gibt es einen gleichnamigen Berg mit 3243 m Höhe.

## Topographie
Die Hohe Fürleg ist ein steiler Felsgipfel aus Wettersteinkalk, der nach Süden zum Inntal hin und nach Norden zum Vomper Loch hin in steilen Felsfluchten abfällt. Mit dem 1200 Meter weiter nordwestlich gelegenen Großen Bettelwurf ist sie mit einem Felsgrat verbunden, dessen niedrigster Punkt die Fallbach-Scharte ist. Im Grat zwischen der Hohen Fürleg und der Fallbach-Scharte erhebt sich der Walderkampturm. Nach Osten entsendet die Hohe Fürleg einen Kamm, der über die Walderkampspitze, die Tratten und die breite Mannl- und Weibele-Scharte zum Hundskopf führt. Nördlich der Walderkampspitze befindet sich der Bockkarlturm. Westlich der Hohen Fürleg ist das Fallbachkar eingebettet.

## Wege
Die Besteigung der Hohen Fürleg verlangt zumindest die Beherrschung des II. Grades der UIAA-Skala. Im Bereich dieser Schwierigkeit befindet sich der Aufstieg von Osten über die Tratten und die Walderkampspitze. Der Aufstieg über die Südwestflanke aus dem Fallbachkar wird vom Alpenvereinsführer mit dem III. Schwierigkeitsgrad angegeben, der Übergang zum Bettelwurf durch das Fallbachkar mit III-. Der Westgrat von der Fallbach-Scharte wird mit IV angegeben. Die Besteigung des Bockkarlturms erfordert ebenfalls Kletterei im IV. Grad.